# Vinzaglio
Vinzaglio (Vinsàj in piemontese) è un comune italiano di 556 abitanti della provincia di Novara in Piemonte.

## Geografia fisica
Il comune di Vinzaglio si estende nella pianura tra il novarese e il vercellese, dista circa 3 km dalla riva sinistra del fiume Sesia, 20 km a sud-ovest di Novara.

## Storia
Il paese ha legami storici con la città di Vigevano, del cui contado ha fatto parte fin dal XIV secolo per poi essere in esso confermato da Francesco II Sforza nel 1532.
Nel 1859 qui si svolse una battaglia della seconda guerra di indipendenza in cui le truppe dell'esercito franco-piemontese si confrontarono con quelle dell'Impero austriaco, nelle stesse circostanze che portarono ai quasi contemporanei scontri avvenuti nei territori dei limitrofi comuni di Confienza e Palestro.
A memoria della battaglia fu eretto un piccolo Ossario monumentale che raccoglie i resti dei soldati periti.

### Simboli
Lo stemma e il gonfalone sono stati concessi con DPR del 16 gennaio 1995.
Il gonfalone è un drappo di bianco.

## Monumenti e luoghi d'interesse
- Castello Sella (XI secolo)[6]

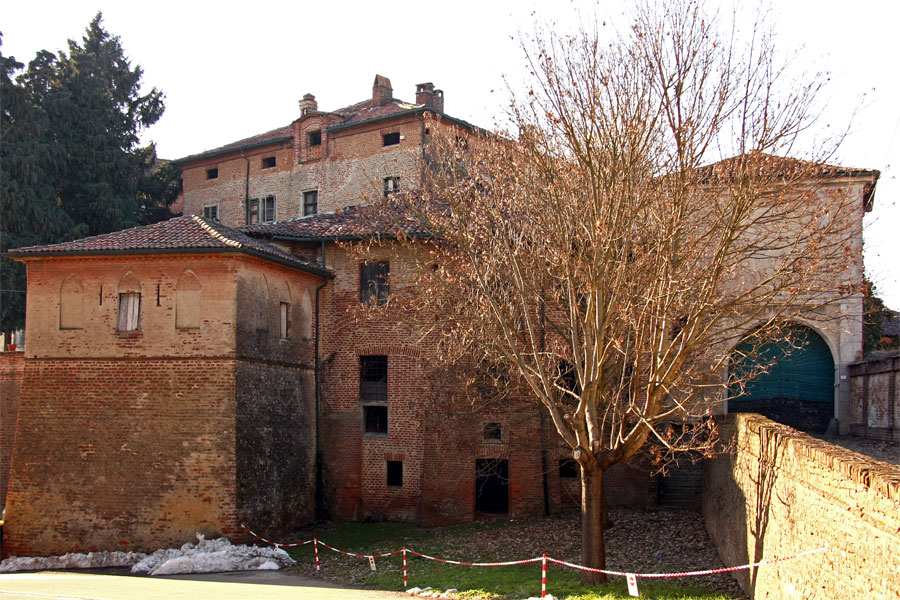
Castello

- Chiesa parrocchiale della B. M. Maria Assunta (XVII secolo)[7]
- Chiesa di San Bernardino, nella frazione di Torrione
- Ossario della battaglia di Vinzaglio.

## Società

### Evoluzione demografica
Abitanti censiti

## Geografia antropica
Il territorio comunale è costituito dalle frazioni di Vignetta, Cascinotti Corona, Pernasca, Torrione Rossignoli e la più piccola Scavarda per un totale di 33,76 km².
Confina a nord con Casalino, ad est con Confienza (PV), a sud-est con Palestro (PV) e a sud-ovest con Vercelli, e ad ovest con Borgo Vercelli.

## Infrastrutture e trasporti
La porzione sud-occidentale del territorio comunale è attraversata dalla SS 596 dei Cairoli che unisce Vercelli a Pavia. È il comune maggiormente periferico di tutto il sud novarese, tant'è che non vi è modo di giungervi dalla provincia di Novara lungo strade carrozzabili, se non uscendo dalla stessa: la strada che lo collega con Casalino (provinciale 10), l'unico altro comune della provincia con cui confina territorialmente, passa infatti per poche centinaia di metri all'interno del comune di Confienza (PV). Tale situazione può essere spiegata dai legami storici ed economici mantenuti fino al XVIII secolo con la vicina Lomellina.
Il comune è toccato dal tracciato della linea Vercelli-Pavia. La stazione di Vinzaglio Torrione fu disattivata nel secondo dopoguerra.

## Amministrazione
Di seguito è presentata una tabella relativa alle amministrazioni che si sono succedute in questo comune.
| Periodo         | Periodo         | Primo cittadino     | Partito                     | Carica              | Note  |
| --------------- | --------------- | ------------------- | --------------------------- | ------------------- | ----- |
| 1º giugno 1985  | 19 maggio 1990  | Giovanni Malinverni | Partito Socialista Italiano | Sindaco             | [ 9 ] |
| 19 maggio 1990  | 24 aprile 1995  | Giovanni Malinverni | Partito Socialista Italiano | Sindaco             | [ 9 ] |
| 24 aprile 1995  | 14 giugno 1999  | Giovanni Malinverni | -                           | Sindaco             | [ 9 ] |
| 14 giugno 1999  | 14 giugno 2004  | Giuseppe Biglieri   | -                           | Sindaco             | [ 9 ] |
| 14 giugno 2004  | 8 giugno 2009   | Gian Mauro Paderno  | lista civica                | Sindaco             | [ 9 ] |
| 8 giugno 2009   | 2 dicembre 2009 | Gian Mauro Paderno  | lista civica                | Sindaco             | [ 9 ] |
| 22 gennaio 2010 | 30 marzo 2010   | Anna Laurenza       |                             | Comm. straordinario | [ 9 ] |
| 30 marzo 2010   | 1º giugno 2015  | Giuseppe Olivero    | lista civica                | Sindaco             | [ 9 ] |
| 1º giugno 2015  | in carica       | Giuseppe Olivero    | lista civica Per Vinzaglio  | Sindaco             | [ 9 ] |

## Sport
La squadra di calcio locale è l'U.S. Vinzaglio, che disputa i campionati amatoriali organizzati dalla sezione CSI della provincia di Vercelli.